# Альбрехт фон Фрейберг
Барон Альбрехт фон Фрейберг-Айзенберг-Алльмендінген (нім. Albrecht Freiherr von Freyberg-Eisenberg-Allmendingen; 4 листопада 1876, Алльмендінген — 13 вересня 1943, Берлін) — німецький військово-морський діяч, віце-адмірал.

## Біографія
3 травня 1897 року вступив на службу в ВМФ кадетом. Пройшов підготовку на навчальних кораблях «Штайн» (1897) і «Шарлотта» (1898), курсах озброєнь (1898) і у військово-морському училищі (1899). Служив на різних надводних кораблях і міноносцях. З 1 липня 1911 року — 1-й офіцер легкого крейсера «Кольберг». 3 грудня 1912 року призначений військово-морським аташе у Відні. Учасник Першої світової війни. 15 жовтня 1914 року відкликаний до Берліна, але 2 січня 1915 року знову приступив до своїх обов'язків аташе у Відні, залишався тут до кінця війни і покинув Австрію тільки 6 лютого 1920 року. Військовий розвідник. 1 березня 1920  року зарахований до складу німецького посольства в Гаазі для виконання обов'язків військово-морського аташе. З 1 квітня 1920 року — 1-й офіцер Адміралтейства, з 21 травня 1920 року — начальник Управління кадрів Адміралтейства. 1 жовтня 1922 року призначений військово-морським комісаром каналу імператора Вільгельма, одночасно в лютому-вересні 1923 року — капітан Кільської гавані. З 1 жовтня 1923 року — командир лінійного корабля «Ганновер». З 8 квітня 1925 року — інспектор Військово-морських депо. З 22 вересня 1926 року — керівник Морського народного союзу і член його Комітету з питань озброєнь. 15 жовтня 1933 року призначений керівником групи морських організацій Морського керівництва. 30 вересня 1934 року вийшов у відставку. 19 липня 1939 року переданий в розпорядження крігсмаріне, проте не отримав жодного призначення.

## Звання
- Кадет (3 травня 1897)
- Фенріх-цур-зее (1 січня 1899)
- Лейтенант-цур-зее (30 вересня 1899)
- Обер-лейтенант-цур-зее (1901)
- Капітан-лейтенант (1906)
- Корветтен-капітан (березень 1913)
- Фрегаттен-капітан (17 грудня 1919)
- Капітан-цур-зее (22 березня 1920)
- Контр-адмірал (1925)
- Віце-адмірал запасу (1 жовтня 1928)

## Нагороди
- Столітня медаль (22 березня 1897)
- Орден Святого Олафа, лицарський хрест 1-го класу (Норвегія; 23 серпня 1906)
- Орден Червоного орла 4-го класу з короною
  - орден (8 вересня 1907)
  - корона (1 серпня 1911)
- Орден Спасителя, золотий хрест (Королівство Греція; 6 червня 1908)
- Орден Меча, лицарський хрест 1-го класу (Швеція; 6 серпня 1908) — вручений 12 вересня 1908 року
- Колоніальна медаль (Німецька імперія) із застібкою «Венесуела 1902/03»
- Орден Корони Італії, офіцерський хрест
- Орден Франца Йосифа, командорський хрест (Австро-Угорщина; 17 листопада 1913)
- Орден Святого Йоанна (Бранденбург), лицар справедливості
- Залізний хрест 2-го і 1-го класу
- Орден Леопольда (Австрія), лицарський хрест з військовою відзнакою
- Хрест «За військові заслуги» (Австро-Угорщина) 3-го класу з військовою відзнакою (16 липня 1915)
- Мальтійський орден, лицар честі і відданості
- Хрест «За вислугу років» (Пруссія)
- Почесний хрест ветерана війни з мечами